# 親子王國
親子王國（英語：Baby Kingdom）是香港的網上討論區，專為家長而設，提供不同的育兒資訊。

## 網站歷史
親子王國正式成立於2002年，薛嘉龍在香港電台節目《香港故事》接受訪問時，指出親子王國網站在成立初期，人流不是太多，及後在2003年非典型肺炎疫情爆發的時候，因當時香港不少父母不會出外，並會上網瀏覽與自己同輩有關的資訊網站，而親子王國因成功接觸有關網民群，而令親子王國的瀏覽量大增，並發展成現今的規模。
2017年10月10日，新世界發展收購親子王國，但未有披露作價。發言人表示集團為其中一位投資者，日常運作則由其管理團隊負責。